# Middletown (Rhode Island)
Middletown é uma vila localizada no estado norte-americano de Rhode Island, no condado de Newport. Foi fundada em 1639 e incorporada em 1743.

## Geografia
De acordo com o United States Census Bureau, a vila tem uma área de 38,3 km², onde 32,9 km² estão cobertos por terra e 5,4 km² por água.

## Demografia
Segundo o censo nacional de 2010, a sua população é de 16 150 habitantes e sua densidade populacional é de 490,22 hab/km². Possui 7 622 residências, que resulta em uma densidade de 231,36 residências/km².